# Néa Karváli
Néa Karváli (Nea Karvali) är en ort i Grekland.   Den ligger i prefekturen Nomós Kaválas och regionen Östra Makedonien och Thrakien, i den nordöstra delen av landet, 300 km norr om huvudstaden Aten. Néa Karváli ligger 5 meter över havet och antalet invånare är 2 160.
Terrängen runt Néa Karváli är kuperad norrut, men söderut är den platt. Havet är nära Néa Karváli söderut. Runt Néa Karváli är det ganska tätbefolkat, med 70 invånare per kvadratkilometer. Närmaste större samhälle är Kavála, 9,1 km väster om Néa Karváli. Trakten runt Néa Karváli består i huvudsak av gräsmarker.